# Вулиця Університетська (Львів)
Вулиця Університетська — вулиця в Галицькому районі Львова, неподалік від історичного центру. Сполучає вулиці Січових Стрільців та Листопадового чину.

## Назва
- Словацького (частково) — від 1871 року, на честь великого польського поета і драматурга Юліуша Словацького.
- Маршалковська — від 1885 року.
- Маршалльґассе — від листопада 1941 року.
- Маршалківська — від липня 1944 року.
- Університетська — назва від грудня 1944 року, на честь львівського університету, розташованого на цій вулиці[4].

## Забудова
Забудова вулиці складається лише з одного будинку, що має № 1 — колишній будинок Галицького сейму та Крайового виділу — виконавчого органу сейму (нині— головний корпус Львівського національного університету імені Івана Франка), споруджений у 1877—1881 роках за проєктом директора львівського міського будівельного управління — архітектора Юліуша Гохберґера. Монументальна споруда сейму зведена у стилі історизму під впливом неоренесансної архітектури Відня другої половини ХІХ століття. У 1906—1907 роках архітектор Альфред Каменобродський здійснив надбудову четвертого поверху і розширення будинку сейму — збудоване бічне крило від сучасної вулиці Листопадового Чину (нині — навчальний корпус механіко-математичного факультету ЛНУ імені Івана Франка). Будинок вирізняється багатством скульптурно-орнаментального оздоблення. По обидва боки від центральної осі будинку на рівні галереї перед входом до зали засідань раніше були розміщені дві скульптурні групи, що представляли чотирьох польських та давньоруських правителів: князів Мєшка І та Володимира Великого, які запровадили християнство, а також короля Казимира III та князя Ярослава Мудрого, які виконав Зиґмунт Трембецький. Під час другої світової війни або відразу ж після неї ці скульптури безслідно зникли.
Галицький сейм займав цю будівлю до 1914 року. У 1923 році, після перенесення в будинок сейму польського Університету імені Яна Казимира, було проведено реконструкцію зали засідань, яка відтоді вона стала актовою залою університету. 1950 року відбулося відновлення зруйнованої під час війни актової зали. Нині в колишній будівлі сейму, що є пам'яткою архітектури національного значення № 32-н, розташований головний корпус Львівського національного університету імені Івана Франка.
На площі перед університетом височіє пам'ятник Іванові Франку, відкритий 30 жовтня 1964 року. Пам'ятник споруджений у стилі радянського фундаменталізму за проєктом скульпторів Володимира Борисенка, Дмитра Крвавича, Еммануїла Миська, Василя Одрехівського, Якова Чайки та за участі архітектора Андрія Шуляра.
До 1949 року на клумбі між пам'ятником Іванові Франку та будівлею університету стояла чавунна ваза з барельєфами на тему «Течія людського життя», що є вільною інтерпретацією твору данського скульптора ХІХ століття Бертеля Торвальдсена, відлита у 1838 році. У 1946 році демонтований пам'ятник намісникові Аґенорові Ромуальду Голуховському, що стояв при вході в парк імені Івана Франка від сучасної вулиці Січових Стрільців. Оскільки польська держава не погодилася перевезти його зі Львова, пам’ятник надзвичайно високої художньої цінності було знищено, а на його місці 1949 року встановлена ця чавунна ваза.

## Події
7 липня 1988 року на площі перед університетом відбувся 50-тисячний мітинг, на якому було проголошено про створення Української Гельсінської спілки (на основі Української Гельсінської групи), а В'ячеслав Чорновіл офіційно оприлюднив декларацію принципів Української Гельсінської спілки.
18 травня 2017 року на площі перед головним корпусом Львівського національного університету імені Івана Франка відбувся флешмоб, присвячений Всесвітньому дню вишиванки. Так близько 500 студентів та викладачів вишу утворили найбільшу «живу» вишиванку.

## Світлини

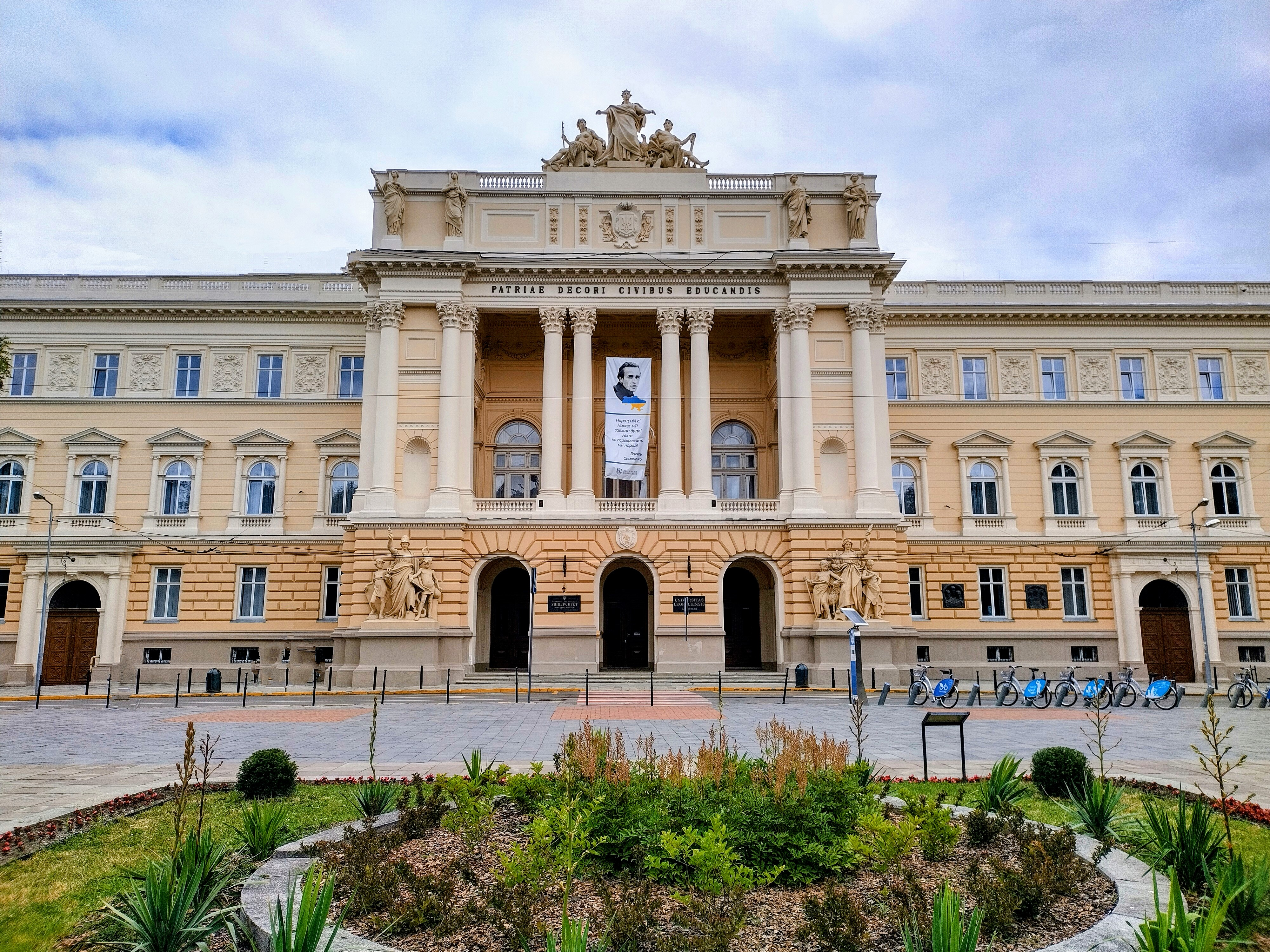
Фасад головного навчального корпусу ЛНУ (вул. Університетська, 1)
Пам'ятник Іванові Франку при вул. Університетській у Львові